# Daniel Champagne
Daniel Champagne, né le 15 mai 1969, est un homme politique québécois. Il occupe la fonction de conseiller municipal de Gatineau depuis 2013 dans le district du Versant. Il assure également le rôle de maire de Gatineau par intérim, à la suite de la démission de la mairesse France Bélisle le 22 février 2024, jusqu'à l'assermentation de sa successeure le 18 juin 2024, Maude Marquis-Bissonnette, ayant remporté l'élection partielle tenue le 9 juin précédent.

## Biographie
Daniel Champagne est élu conseiller municipal de Gatineau dans le district du Versant comme candidat indépendant lors des élections municipales de 2013. Il est réélu à ce  poste lors des élections municipales de 2017 et de 2021. Lors de cette période d'exercice, il occupe à certaines occasions le poste de président du conseil municipal et de président du comité exécutif. Le 18 janvier 2024, il annonce qu'il n'entend pas briguer un quatrième mandat.
Le 22 février 2024, il devient maire de Gatineau par intérim, à la suite de la démission de la mairesse France Bélisle. Premier maire suppléant de l'histoire de Gatineau, il occupe ce poste jusqu'au 18 juin 2024, date à laquelle Maude Marquis-Bissonnette est assermentée comme nouvelle mairesse après sa victoire à l'élection partielle du 9 juin 2024.

## Résultats électoraux
| Candidat | Candidat                   | Parti           | Voix  | %       |
| -------- | -------------------------- | --------------- | ----- | ------- |
|          | Daniel Champagne (sortant) | Indépendant     | 2 907 | 73,93 % |
|          | Luc Bégin                  | Action Gatineau | 1 025 | 26,07 % |
| Total    | Total                      | Total           | 3 932 | 100 %   |

| Candidat | Candidat                   | Parti           | Voix  | %       |
| -------- | -------------------------- | --------------- | ----- | ------- |
|          | Daniel Champagne (sortant) | Indépendant     | 3 148 | 71,11 % |
|          | Luc Gelinas                | Action Gatineau | 1 279 | 28,89 % |
| Total    | Total                      | Total           | 4 427 | 100%    |

| Candidat | Candidat         | Parti           | Voix  | %       |
| -------- | ---------------- | --------------- | ----- | ------- |
|          | Daniel Champagne | Indépendant     | 2 607 | 57,35 % |
|          | Geneviève Ouimet | Action Gatineau | 1 939 | 42,65 % |
| Total    | Total            | Total           | 4546  | 100%    |